# Zsabeni
Zsabeni (macedónul: Жабени, albánul Zhabjani) település Észak-Macedóniában, a Pelagonijai körzet Bitolai járásában.

## Népesség
| Lakosok száma | 335  | 338  | 449  | 554  | 634  | 223  | 193  | 178  | 144  |
|               | 1948 | 1953 | 1961 | 1971 | 1981 | 1991 | 1994 | 2002 | 2021 |

2002-ben 178 lakosa volt, melyből 143 albán, 30 macedón, 5 szerb.